# Gogol. Strasjnaja mest
Gogol. Strasjnaja mest (russisk: Гоголь. Страшная месть, da.: Gogol. Frygtelig hævn) er en russisk thrillerilm fra 2018 instrueret af Jegor Baranov.
Gogol. Strasjnaja mest er den sidste af de tre film i trilogien Gogol. Filmene blev produceret for tv, men blev også vist i biograferne. De øvrige film i serien er Gogol. Natjalo og Gogol. Vij. Filmenes hovedrolle som Gogol spilles af Aleksandr Petrov.

## Medvirkende
- Aleksandr Petrov — Nikolaj Gogol
- Oleg Mensjikov — Jakov Petrovitj Guro
- Jevgenij Stytjkin — Aleksandr Khristoforovitj Binkh
- Artjom Sutjkov
- Taisija Vilkova — Liza